# Love Lust Faith + Dreams
Love Lust Faith + Dreams je čtvrté studiové album americké rockové skupiny 30 Seconds to Mars. Album vyšlo 17. května 2013 prostřednictvím vydavatelství Virgin Records a EMI Records. Jeho producentem je frontman skupiny Jared Leto a Steve Lillywhite.

## Seznam skladeb
| Pořadí | Název             | Délka |
| ------ | ----------------- | ----- |
| 1.     | Birth             | 2:07  |
| 2.     | Conquistador      | 3:12  |
| 3.     | Up in the Air     | 4:36  |
| 4.     | City of Angels    | 5:02  |
| 5.     | The Race          | 3:40  |
| 6.     | End of all Days   | 4:51  |
| 7.     | Pyres of Varanasi | 3:12  |
| 8.     | Bright Lights     | 4:46  |
| 9.     | Do or Die         | 4:07  |
| 10.    | Convergence       | 2:00  |
| 11.    | Northern Lights   | 4:44  |
| 12.    | Depuis Le Debut   | 2:33  |

## Obsazení
- Jared Leto – zpěv, kytara, baskytara, klávesy, syntezátory
- Shannon Leto – bicí, perkuse, syntezátory, doprovodné vokály
- Tomo Miličević – kytara, baskytara, klávesy, syntezátory, housle